# 7035 Gomi
A 7035 Gomi (ideiglenes jelöléssel 1995 BD3) a Naprendszer kisbolygóövében található aszteroida. Endate Kin és Vatanabe Kazuró fedezték fel 1995. január 28-án.